# Yacine Qasmi
Yacine Qasmi (en arabe : ياسين قاسمي), né le 3 janvier 1991 à Pontoise, en France, est un footballeur franco-marocain évoluant au poste d'attaquant.

## Biographie
Né en Île-de-France, à Pontoise, Yacine Qasmi est d'origine marocaine. Après avoir commencé à jouer au football au Cosmo Taverny en 1997, il rejoint le Paris Saint-Germain dès ses huit ans, en 1999. Qasmi réalise l'ensemble de sa formation avec le club parisien, où il joue jusqu'en 2011. Lors de la saison 2010-2011, il fait sa première apparition chez les professionnels, jouant quelques minutes lors d'un match de Ligue Europa face au Karpaty Lviv le 15 décembre 2010.
Malgré cela, il n'est pas conservé par le Paris Saint-Germain, qui le laisse libre à l'été 2011. Qasmi signe alors sous licence amateur au Stade rennais, dont il intègre l'équipe réserve en CFA2. En décembre 2011, il participe avec l'équipe olympique du Maroc au championnat d'Afrique des nations des moins de 23 ans, épreuve qualificative pour les Jeux olympiques 2012. Qasmi et le Maroc parviennent jusqu'en finale devant leur public, mais doivent s'incliner face au Gabon.

## Palmarès
- Équipe du Maroc olympique
  - Championnat d'Afrique des nations des moins de 23 ans
    - Finaliste : 2011.